# Saint-Maurice-aux-Forges
Pour les articles homonymes, voir Saint-Maurice.
Saint-Maurice-aux-Forges est une commune française située dans le département de Meurthe-et-Moselle, en région Grand Est (anciennement Lorraine).

## Géographie

### Localisation
Petit village de 101 habitants dans le canton de Baccarat, Saint-Maurice-aux-Forges se situe entre les communes de Badonviller, Saint-Pôle, Ancerviller et Neuviller. Il est proche du département des Vosges et notamment de Raon-L'étape.
La commune est située à 14 km de Baccarat, à 15 km de Raon-l'Étape, à 33 km de Lunéville et à 63 km au sud-est de Nancy.

### Communes limitrophes
|             | Ancerviller              |             |
| Sainte-Pôle | Saint-Maurice-aux-Forges | Badonviller |
|             | Fenneviller              |             |

### Hydrographie
La commune est dans le bassin versant du Rhin au sein du bassin Rhin-Meuse. Elle est drainée par la Blette et le ruisseau la Breme,.
La Blette, d'une longueur de 23 km, prend sa source dans la commune de Badonviller et se jette  dans la Vezouze à Herbéviller, après avoir traversé six communes. Elle traverse le territoire de Saint-Maurice-aux-Forges par un parcours sinueux, au débit abondant, d'est en ouest en alimentant un canal de dérivation pour le moulin Poirel et celui de la Forge.

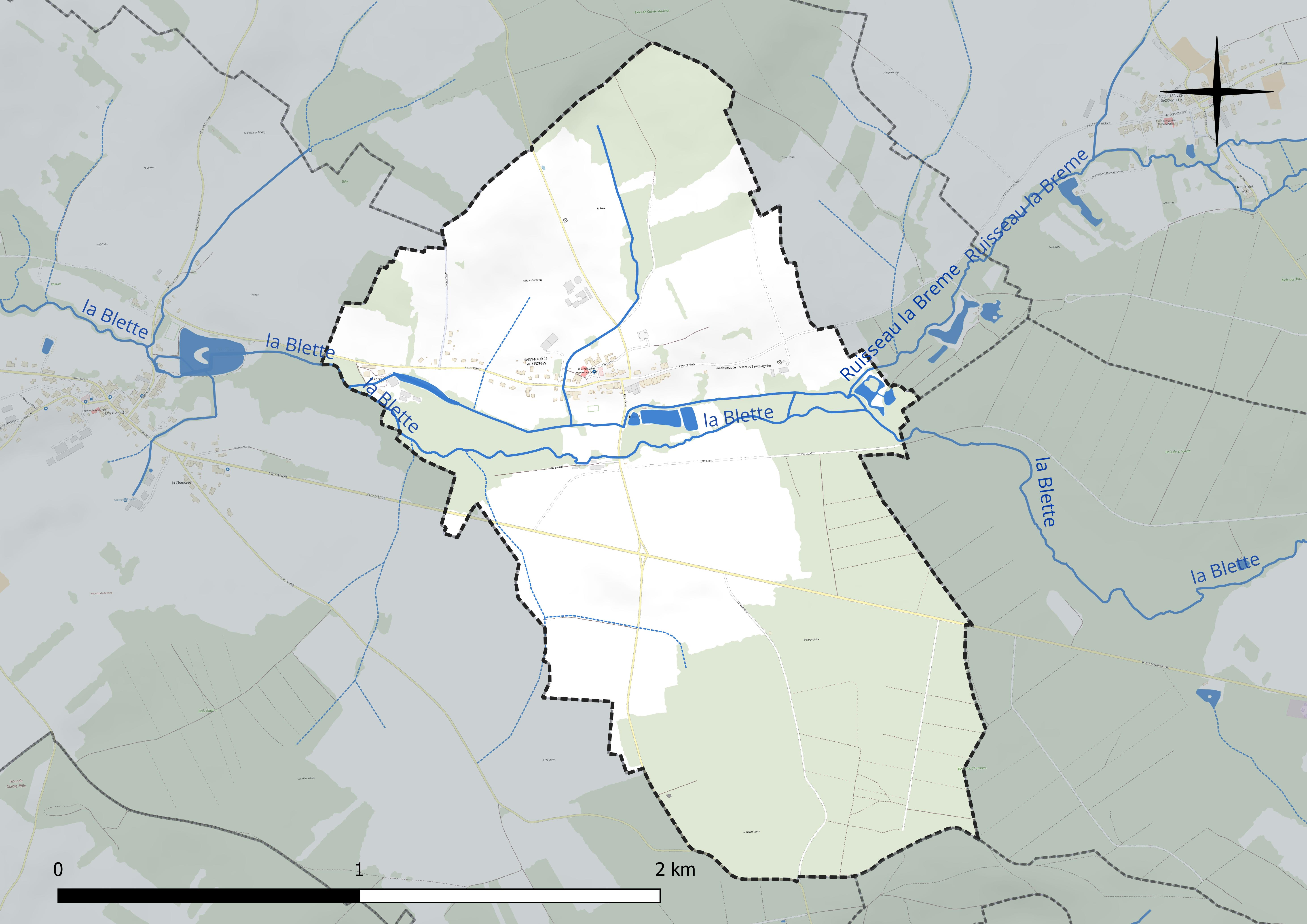
Réseau hydrographique de Saint-Maurice-aux-Forges.

### Climat
Pour des articles plus généraux, voir Climat du Grand Est et Climat de Meurthe-et-Moselle.
En 2010, le climat de la commune est de type climat des marges montargnardes, selon une étude du Centre national de la recherche scientifique s'appuyant sur une série de données couvrant la période 1971-2000. En 2020, Météo-France publie une typologie des climats de la France métropolitaine dans laquelle la commune est exposée à un climat semi-continental et est dans la région climatique  Vosges, caractérisée par une pluviométrie très élevée (1 500 à 2 000 mm/an) en toutes saisons et un hiver rude (moins de 1 °C). 
Pour la période 1971-2000, la température annuelle moyenne est de 9,4 °C, avec une amplitude thermique annuelle de 16,9 °C. Le cumul annuel moyen de précipitations est de 922 mm, avec 12,7 jours de précipitations en janvier et 10 jours en juillet. Pour la période 1991-2020, la température moyenne annuelle observée sur la station météorologique installée sur la commune est de 10,5 °C et le cumul annuel moyen de précipitations est de 837,4 mm. 
La température maximale relevée sur cette station est de 39,2 °C, atteinte le 25 juillet 2019 ; la température minimale est de −19,9 °C, atteinte le 1er mars 2005,,. 
| Mois                                  | jan.           | fév.           | mars           | avril         | mai           | juin          | jui.          | août          | sep.          | oct.          | nov.           | déc.           | année      |
| ------------------------------------- | -------------- | -------------- | -------------- | ------------- | ------------- | ------------- | ------------- | ------------- | ------------- | ------------- | -------------- | -------------- | ---------- |
| Température minimale moyenne (°C)     | −0,8           | −0,8           | 1,1            | 4             | 7,9           | 11,5          | 13            | 12,8          | 9,2           | 6,6           | 3,2            | 0,5            | 5,7        |
| Température moyenne (°C)              | 2              | 2,8            | 6              | 10,1          | 13,6          | 17,6          | 19,3          | 18,8          | 15,1          | 11,1          | 6,5            | 3,2            | 10,5       |
| Température maximale moyenne (°C)     | 4,9            | 6,4            | 11             | 16,2          | 19,4          | 23,7          | 25,6          | 24,9          | 20,9          | 15,6          | 9,8            | 5,9            | 15,4       |
| Record de froid (°C) date du record   | −15,2 07.01.17 | −17,2 07.02.12 | −19,9 01.03.05 | −6,4 08.04.03 | −1,6 07.05.19 | 1,3 03.06.06  | 4 31.07.15    | 4,8 30.08.09  | 0 26.09.18    | −6,1 29.10.12 | −11,5 30.11.10 | −18,5 26.12.10 | −19,9 2005 |
| Record de chaleur (°C) date du record | 16,9 01.01.22  | 20,5 26.02.19  | 24,4 31.03.21  | 29,5 28.04.12 | 31,7 25.05.09 | 37,4 18.06.22 | 39,2 25.07.19 | 38,2 07.08.15 | 32,7 11.09.23 | 28,2 02.10.23 | 22,2 08.11.15  | 17,3 17.12.15  | 39,2 2019  |
| Ensoleillement (h)                    | 647            | 924            |                | 1 987         | 2 143         | 2 392         | 2 472         | 2 163         | 1 859         | 1 193         | 651            | 547            |            |
| Précipitations (mm)                   | 70,8           | 56,7           | 58,9           | 52,3          | 84            | 71,6          | 77,8          | 79,6          | 68,4          | 73,1          | 71,2           | 73             | 837,4      |

| Diagramme climatique                                  |             |           |           |           |              |            |              |             |             |            |          |
| J                                                     | F           | M         | A         | M         | J            | J          | A            | S           | O           | N          | D        |
| 4,9−0,870,8                                           | 6,4−0,856,7 | 111,158,9 | 16,2452,3 | 19,47,984 | 23,711,571,6 | 25,61377,8 | 24,912,879,6 | 20,99,268,4 | 15,66,673,1 | 9,83,271,2 | 5,90,573 |
| Moyennes : • Temp. maxi et mini °C • Précipitation mm |             |           |           |           |              |            |              |             |             |            |          |

Les paramètres climatiques de la commune ont été estimés pour le milieu du siècle (2041-2070) selon différents scénarios d'émission de gaz à effet de serre à partir des nouvelles projections climatiques de référence DRIAS-2020. Ils sont consultables sur un site dédié publié par Météo-France en novembre 2022.

## Urbanisme

### Typologie
Au 1er janvier 2024, Saint-Maurice-aux-Forges est catégorisée commune rurale à habitat dispersé, selon la nouvelle grille communale de densité à sept niveaux définie par l'Insee en 2022.
Elle est située hors unité urbaine et hors attraction des villes,.

### Occupation des sols
L'occupation des sols de la commune, telle qu'elle ressort de la base de données européenne d’occupation biophysique des sols Corine Land Cover (CLC), est marquée par l'importance des territoires agricoles (51,7 % en 2018), une proportion sensiblement équivalente à celle de 1990 (51,3 %). La répartition détaillée en 2018 est la suivante : terres arables (51,7 %), forêts (48,3 %). L'évolution de l’occupation des sols de la commune et de ses infrastructures peut être observée sur les différentes représentations cartographiques du territoire : la carte de Cassini (XVIIIe siècle), la carte d'état-major (1820-1866) et les cartes ou photos aériennes de l'IGN pour la période actuelle (1950 à aujourd'hui).

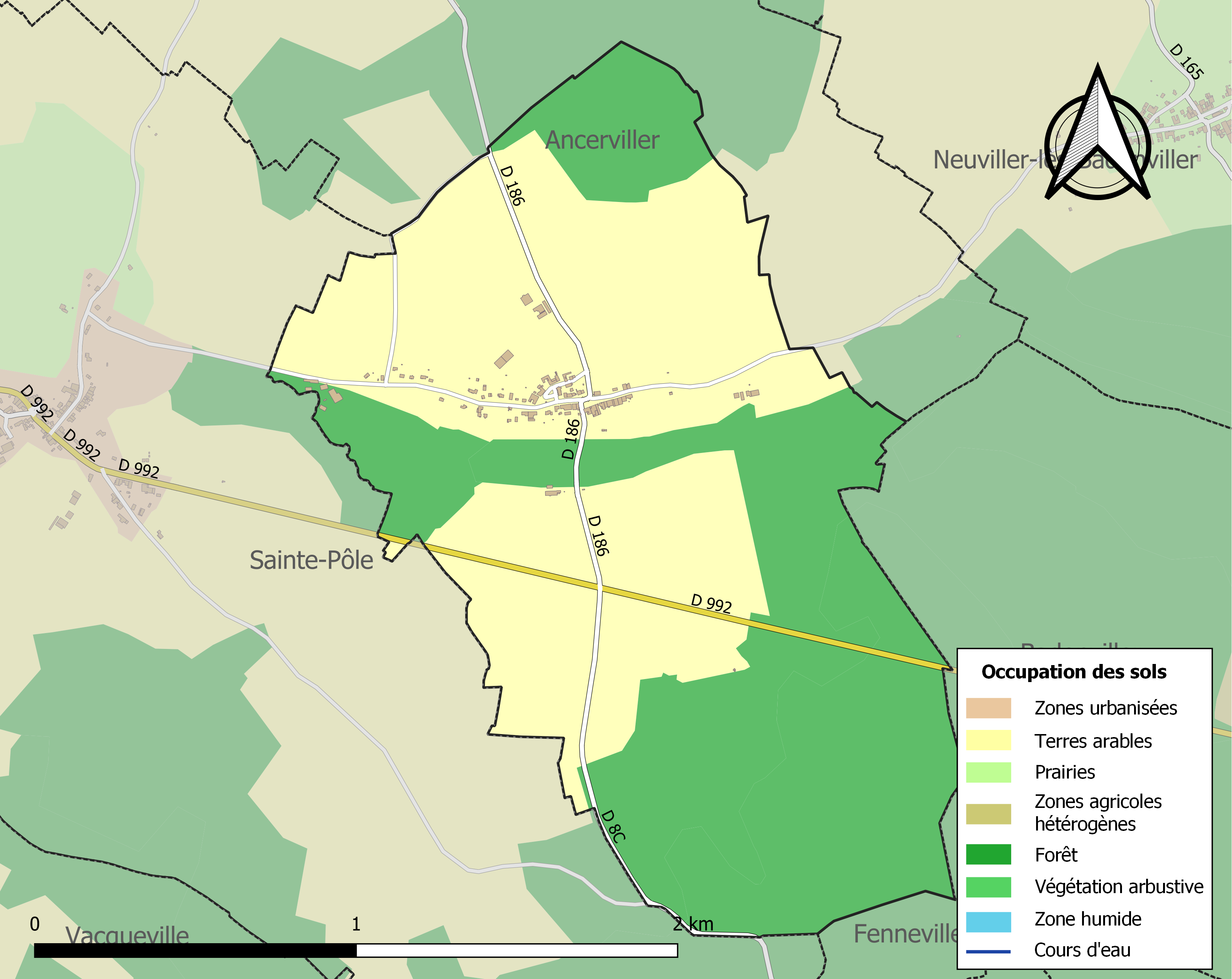
Carte des infrastructures et de l'occupation des sols de la commune en 2018 (CLC).

## Toponymie
Le nom de la localité est attesté sous les formes Ecclesia Sancti-Mauricii (1120) ; Sainct-Maurixe (1422) ; Saint-Morise (1590) ; Saint-Maurice-lès-Badonviller (1779).
Saint-Maurice est un hagiotoponyme, de l'oïl saint et le nom du saint, Mauritius. En Occident, tous les toponymes Saint-Maurice font référence à Maurice d'Agaune.
« aux-Forges » : ainsi appelé parce qu'on y travaillait le fer. Cette forge a été créée vers 1720.

## Histoire
Saint-Maurice-aux-Forges semble être une localité fort ancienne. On note une présence humaine aux périodes protohistorique et gallo-romaine car on y a trouvé des fragments de poterie antique et une urne funéraire décorée d'un Jupiter olympien. 

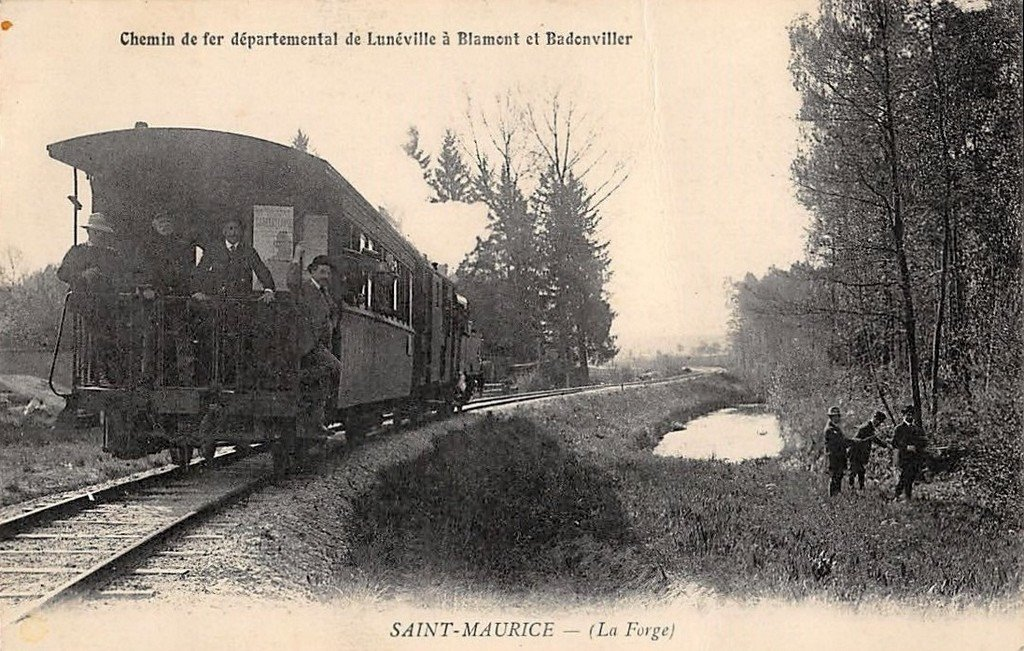
Arrêt du LBB à la Forge.

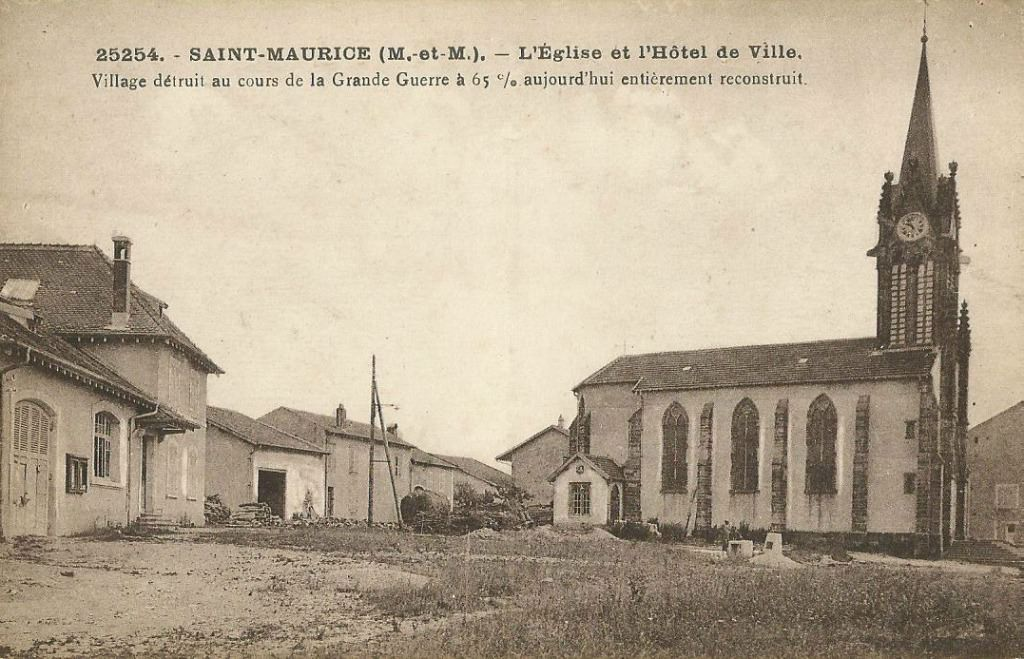
Village détruit à 65 % en 1914-1918.

La localité est jusqu'au XVIIe siècle un franc-alleu. Un affranchissement de 1494 en fait une terre de liberté, les habitants n'étant pas tenus à la taille de la Saint-Remy ni à d'autres impôts, privilège rarissime dans une situation rurale. Le duc Léopold stoppe ce privilège en 1710 et impose aux habitants les mêmes charges que ceux des villages voisins.
Sans château, le fief de Saint-Maurice est attribué à des seigneuries courtes et effacées, comme en 1422 Pierre Bezanche décédé en 1477 sans héritier direct ou la Dame de Saint-Maurice Marguerite de Liocourt, qui ne vivent pas sur les lieux. Seule une belle maison de maître est en son centre et devient ensuite la Forge de Saint-Maurice.
La gare de Saint-Maurice-aux-Forges de la ligne de Lunéville à Badonviller est inaugurée par le ministre Albert Lebrun le 13 août 1911. Elle est en retrait de 400 m au sud du village. le trafic fonctionne jusqu'en 1942 et la station devenue une coquette habitation avec les anciens appendices.
En partie anéantie pendant la Première Guerre mondiale, la commune est citée à l'ordre de l'armée par le ministre de la Guerre Louis Barthou au Journal Officiel du 16 juin 1921 : courageuse citée qui a été au début de la guerre une des premières victimes des Allemands. A vu l'ennemi incendier une partie de ses maisons, fusiller ou déporter nombre de ses habitants. Par son deuil et son héroïque sacrifice a bien mérité du pays.
Pendant la Seconde Guerre mondiale, la commune passe sous la souveraineté allemande après l'armistice du 22 juin 1940.  En novembre 1944, la 2e division blindée du général Leclerc est aux portes de Saint-Maurice. La commune est évacuée sans combat par les troupes allemandes, qui se replient quelques kilomètres à l'est, à Badonviller.

## Politique et administration
| Période                                  | Période  | Identité           | Étiquette | Qualité            |
| ---------------------------------------- | -------- | ------------------ | --------- | ------------------ |
| Les données manquantes sont à compléter. |          |                    |           |                    |
| 1975                                     | 2011     | Michel Marsal      | PS        |                    |
| 2011                                     | mai 2020 | Fabrice Dubois-Pot |           |                    |
| mai 2020                                 | En cours | Patrick Mangin     |           | Ancien agriculteur |

## Population et société

### Démographie
L'évolution du nombre d'habitants est connue à travers les recensements de la population effectués dans la commune depuis 1793. Pour les communes de moins de 10 000 habitants, une enquête de recensement portant sur toute la population est réalisée tous les cinq ans, les populations de référence des années intermédiaires étant quant à elles estimées par interpolation ou extrapolation. Pour la commune, le premier recensement exhaustif entrant dans le cadre du nouveau dispositif a été réalisé en 2008.

En 2022, la commune comptait 100 habitants, en évolution de −2,91 % par rapport à 2016 (Meurthe-et-Moselle : −0,13 %, France hors Mayotte : +2,11 %).
| 1793 | 1800 | 1806 | 1821 | 1831 | 1836 | 1841 | 1846 | 1851 |
| ---- | ---- | ---- | ---- | ---- | ---- | ---- | ---- | ---- |
| 237  | 248  | 228  | 260  | 270  | 275  | 277  | 237  | 222  |

| 1856 | 1861 | 1872 | 1876 | 1881 | 1886 | 1891 | 1896 | 1901 |
| ---- | ---- | ---- | ---- | ---- | ---- | ---- | ---- | ---- |
| 206  | 195  | 207  | 415  | 175  | 176  | 165  | 157  | 162  |

| 1906 | 1911 | 1921 | 1926 | 1931 | 1936 | 1946 | 1954 | 1962 |
| ---- | ---- | ---- | ---- | ---- | ---- | ---- | ---- | ---- |
| 161  | 149  | 133  | 113  | 108  | 113  | 110  | 109  | 104  |

| 1968 | 1975 | 1982 | 1990 | 1999 | 2006 | 2008 | 2013 | 2018 |
| ---- | ---- | ---- | ---- | ---- | ---- | ---- | ---- | ---- |
| 93   | 71   | 74   | 72   | 68   | 83   | 87   | 99   | 98   |

| 2022 | - | - | - | - | - | - | - | - |
| ---- | - | - | - | - | - | - | - | - |
| 100  | - | - | - | - | - | - | - | - |

## Économie
Autrefois l'activité principale de Saint-Maurice-aux-Forges était l'agriculture. Il reste toujours plusieurs exploitations agricoles.
En 1888, les prairies naturelles donnent du fourrage sur 80 ha et les prairies artificielles sur 18 ha.
Christophe Batelot possède, en 1810, à Saint-Maurice-lès-Badonviller une usine métallurgique composée d'un feu d'affinerie, d'un marteau, d'une chaufferie, de deux martinets et, en 1818, de gueuses de fonte. Après 1894, lorsque les héritiers arrêtent l'activité de la société en licenciant 120 ouvriers, l'usine des Forges est transformée en scierie et porte encore ce nom.
En 2021, Saint-Maurice-aux-Forges compte une vingtaine d'entreprises essentiellement dans la culture de céréale, l'élevage et la production animale, la sylviculture, l'exploitation forestière, l'activité immobilière et divers travaux et services.

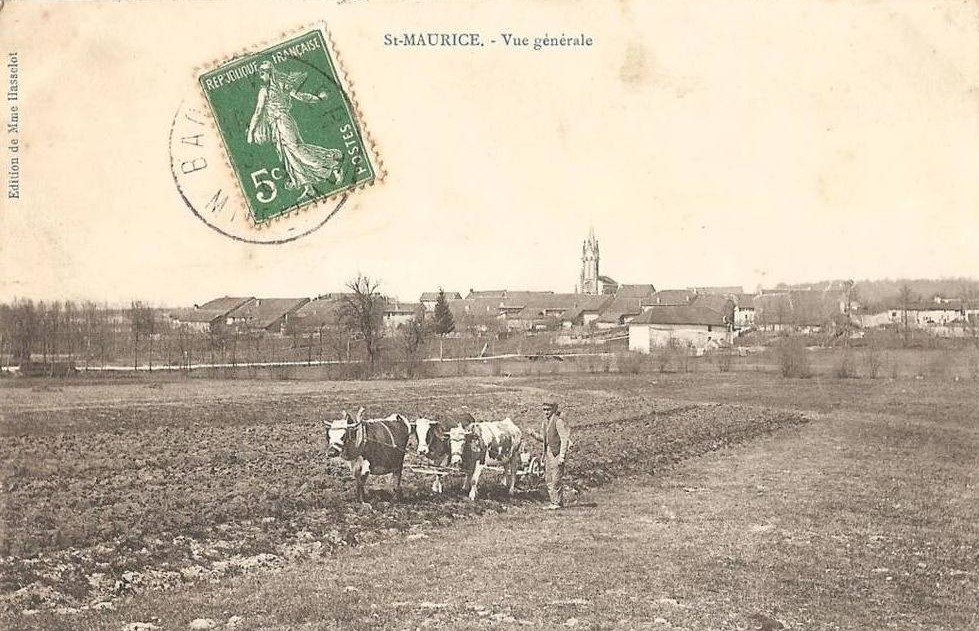
Village agricole.
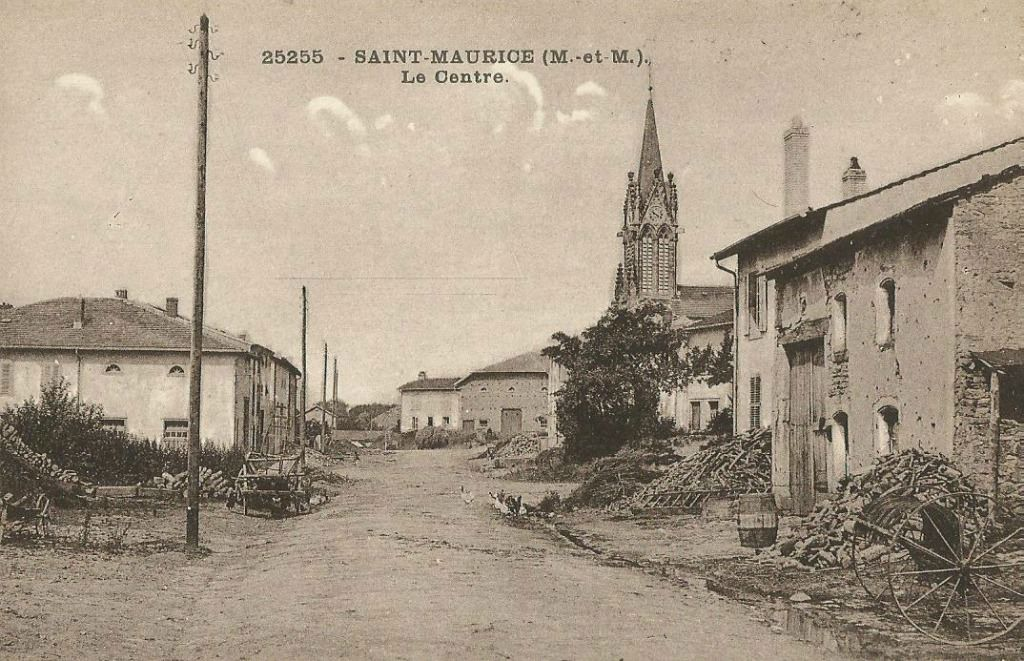
Le centre du village au XXe siècle.

.

## Culture locale et patrimoine

### Lieux et monuments
- Église du XIXe siècle, dédiée à saint Maurice et rebâtie en 1855 sur l'ancien édifice.
- Vestiges de la Forge devenue scierie en 1894.

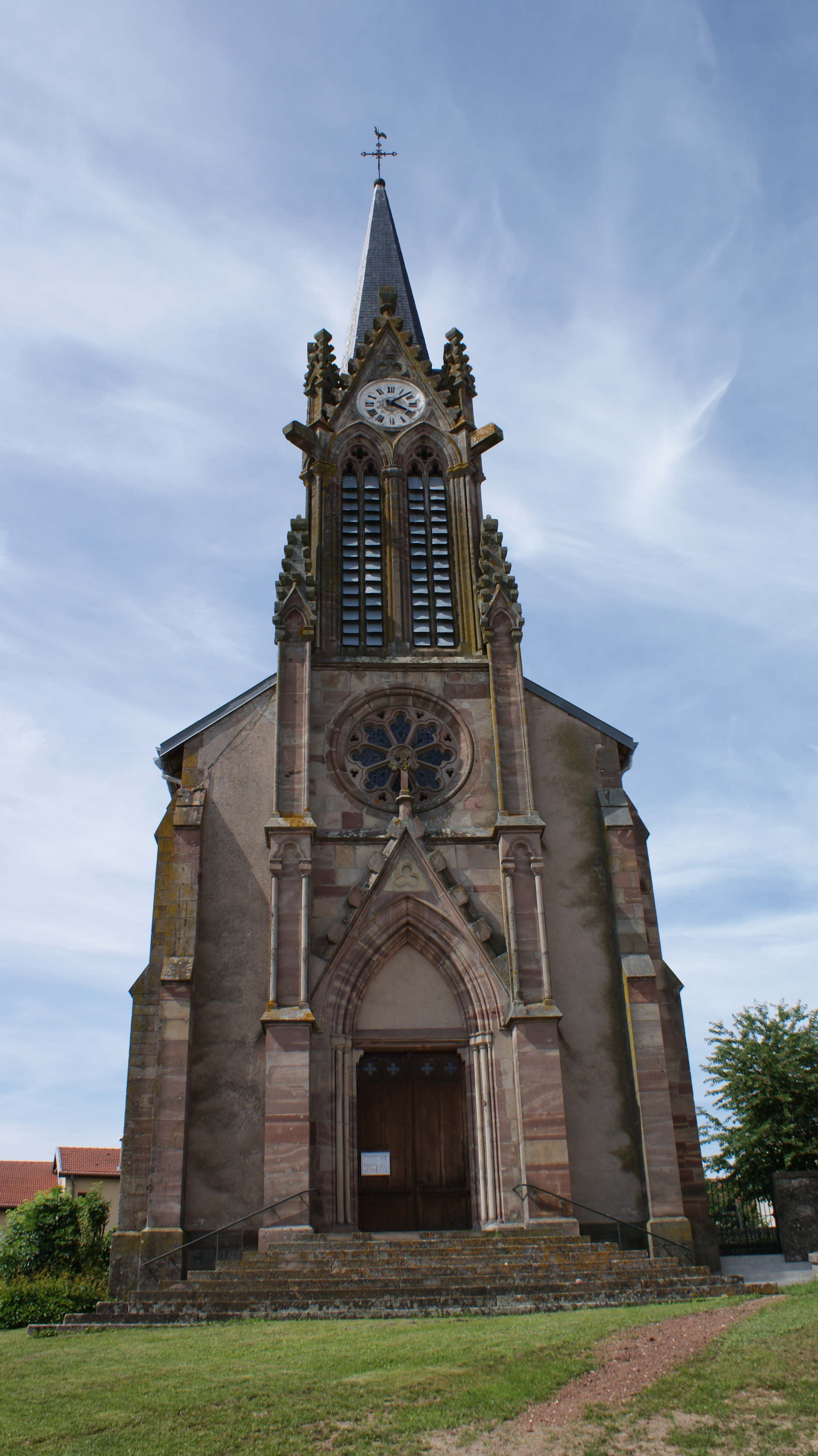
Église Saint Maurice.
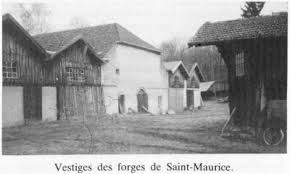
Vestiges des Forges au XXe siècle.

.

### Personnalités liées à la commune
- Louis François Batelot fils de Christophe Batelot, maître de forge, avocat à la cour de Nancy[31] et maire de Saint-Maurice[32].

### Héraldique
| Blason de Saint-Maurice-aux-Forges | Blason  | Écartelé : au 1er d'azur à une croix tréflée d'or, au 2e de gueules à un alérion d'argent, au 3e de gueules semé de croisettes recroisetées au pied fiché d'or et à deux saumons adossés du même, au 4e d'azur à une enclume d'argent surmontée d'un marteau posé en fasce du même. Ornements extérieursCroix de guerre 1914-1918 Croix de guerre 1939-1945 |
| Blason de Saint-Maurice-aux-Forges | Détails | La croix tréflée symbolise saint Maurice, les marteaux et l'enclume les forges. Projet Micheline Danichert, adopté en août 2021. |
| Blason de Saint-Maurice-aux-Forges | Alias   | D'argent à la croix tréflée d’azur soutenue de deux marteaux affrontés de gueules mis en chevron surmontant une enclume de sable. Ancien blason, remplacé en 2021. |